# Achterwerk uit de kast
Achterwerk uit de kast is gebaseerd op het programma Achterwerk in de kast, dat van eind jaren 80 tot begin jaren 90 werd uitgezonden. In dat programma vertelden kinderen verhalen over dingen die zij belangrijk vonden. Dit ging meestal over hobby's of ervaringen maar ook over wat zij later wilden worden.
In Achterwerk uit de kast laten deze kinderen zien wat er van hun leven is geworden. Hierbij vertellen zij of ze hun verwachtingen hebben kunnen waarmaken.